# Kenny Gattison
Kenny Gattison, né le 23 mai 1964 à Wilmington en Caroline du Nord, est un joueur et entraîneur américain de basket-ball. Il évolue durant sa carrière au poste d'ailier fort.